# Liste der denkmalgeschützten Objekte in Krumpendorf am Wörthersee
Die Liste der denkmalgeschützten Objekte in Krumpendorf am Wörthersee enthält die 14 denkmalgeschützten, unbeweglichen Objekte der Gemeinde Krumpendorf am Wörthersee.

## Denkmäler
| Foto |                 | Denkmal                                                                      | Standort                                                | Beschreibung | Metadaten |
| ---- | --------------- | ---------------------------------------------------------------------------- | ------------------------------------------------------- | --- | --- |
| ja   | Datei hochladen | Villa Haybäck HERIS-ID: 16216 Objekt-ID: 12474                               | Am Hang 6 Standort KG: Drasing                          | Die Villa wurde 1902/03 nach Entwürfen von Karl Haybäck für sich und seine Frau erbaut. Der Baumeister war Karl Madile. Das Gebäude im Typus des alpinen Landhauses ist eine interessante Verbindung von Jugend- und Heimatstil und weist baukünstlerische Details in der Holzarchitektur und in der Jugendstil-Ausstattung auf. | BDA-Hist.: Q37810012 Status: Bescheid Stand der BDA-Liste: 2025-06-30 Name: Villa Haybäck GstNr.: 48/4                                                            |
| ja   | Datei hochladen | Schloss Drasing HERIS-ID: 16214 Objekt-ID: 12472                             | Drasingerstraße 130 Standort KG: Drasing                | Das burghafte Schloss ist ein dreigeschoßiger Renaissancebau aus dem 16. Jahrhundert mit Turm und Zinnenbekrönung. 1842/43 wurde es instand gesetzt und der Turm wurde damals erhöht. Im quadratischen Hof gibt es Pfeiler und Säulenarkaden. Im zweiten Stock des Osttraktes befindet sich ein Rittersaal mit Kachelofen. | BDA-Hist.: Q2240654 Status: Bescheid Stand der BDA-Liste: 2025-06-30 Name: Schloss Drasing GstNr.: .40 Schloss Drasing                                            |
| ja   | Datei hochladen | Christkönig-Kirche, Pfarrkirche HERIS-ID: 54160 Objekt-ID: 62322             | Kirchenweg 11 Standort KG: Drasing                      | Der Kirchenneubau erfolgte 1959 bis 1962 nach Plänen von Alfons Nessmann an der Stelle einer Vorgängerkirche. Im Innenraum tragen freistehende sich nach unten verjüngende Stahlbetonpfeiler die Satteldachkonstruktion. Der Altar stammt von Valentin Oman (1982); 2002 wurde die Ausstattung unter Felix Orsini-Rosenberg erneuert. | BDA-Hist.: Q2082755 Status: § 2a Stand der BDA-Liste: 2025-06-30 Name: Christkönig-Kirche, Pfarrkirche GstNr.: 554/1 Pfarrkirche hl. Georg, Krumpendorf           |
| ja   | Datei hochladen | Villa Kerndle HERIS-ID: 16200 Objekt-ID: 12458                               | Lorbersteig 13 Standort KG: Drasing                     | Die Villa Kerndle ist ein vom Otto Wagner Schüler Karl Maria Kerndle zwischen 1933 und 1935 errichtetes rundes Haus. Der Bau ist ein dreigeschoßiger Zylinder mit Kegeldach und geometrischer Reduktion aller Details. | BDA-Hist.: Q37809689 Status: Bescheid Stand der BDA-Liste: 2025-06-30 Name: Villa Kerndle GstNr.: .177 Villa Kerndle, Krumpendorf                                 |
| ja   | Datei hochladen | Bildstock, Kochkreuz HERIS-ID: 16212 Objekt-ID: 12470                        | bei Moosburgerstraße 2 Standort KG: Drasing             | Das Kochkreuz ist ein barocker Nischenbildstock, der um das Jahr 1764 errichtet wurde. Der Sockel ist mit gemalten Säulen auf terrakottafarbenem Grund gegliedert. In den von Ranken gerahmten Nischen befinden sich folgende bildliche Darstellungen: 1. Kreuzigungsszene (mit Maria, der Mutter Jesu, der Heiligen Maria Magdalena und dem Heiligen Johannes), 2. Marienkrönung, 3. Darstellung der Heiligen Gregor und Florian und 4. Darstellung der Heiligen Johannes der Täufer, Nikolaus und Ulrich. Das Gesimse ist blau marmoriert, das Zeltdach geschwungen, mit Steinplatten gedeckt und wird von einem Kreuzaufsatz mit Kugel bekrönt. An der Ostseite ist folgende Inschrift erhalten: Dieses Kreuz hat errichten und malen lassen der ehrsame und bescheidene Hanns Säbelnig 1764. Eine Urkunde bezeichnet als Stifter jedoch einen Hanns Sabatnig, den Wiponig-Wirt. Bei dem Namen der Inschrift dürfte es sich um einen Lesefehler während einer Renovierung handeln. | BDA-Hist.: Q37809914 Status: § 2a Stand der BDA-Liste: 2025-06-30 Name: Bildstock, Kochkreuz GstNr.: 612/7                                                        |
| ja   | Datei hochladen | Kath. Filialkirche hl. Ulrich HERIS-ID: 16209 Objekt-ID: 12467               | bei Pirkerweg 63 Standort KG: Drasing                   | Die romanische Chorturmkirche mit viergeschoßigem Turm wurde um einen spätgotischen Sakristeianbau sowie in der Barockzeit um Rundapsis, Seitenkapelle und Vorhalle erweitert. Das Weihwasserbecken ist mit 1673 bezeichnet; die Altäre stammen aus dem frühen 18. Jahrhundert. | BDA-Hist.: Q1412981 Status: § 2a Stand der BDA-Liste: 2025-06-30 Name: Kath. Filialkirche hl. Ulrich GstNr.: .51 Filialkirche hl. Ulrich, Pirk                    |
| ja   | Datei hochladen | Schloss Hornstein HERIS-ID: 16219 Objekt-ID: 12477                           | Drasingerstraße 92 Standort KG: Gurlitsch II            | Das kleine Schloss ist ein dreiachsiger kubischer Bau mit zwei runden Ecktürmen, das im 15. Jahrhundert erbaut und später um einen nördlichen Zubau erweitert wurde. | BDA-Hist.: Q2241655 Status: Bescheid Stand der BDA-Liste: 2025-06-30 Name: Schloss Hornstein GstNr.: .30 Schloss Hornstein                                        |
| ja   | Datei hochladen | Villa, Katharinenheim HERIS-ID: 16220 Objekt-ID: 12478                       | Hauptstraße 78 Standort KG: Gurlitsch II                | Das Katharinenheim wurde 1904 von Max Schmidt für die Familie Schubert errichtet und ist nach Katharina Schubert benannt. 1927 nach dem Kauf durch A. Rothmüller erfolgten kleinere Veränderungen. Das Haus ist ein dem romantischen Historismus verpflichteter, dreigeschoßiger Bau mit malerischer Dachlandschaft, einer teilweise dem Fachwerkbau entlehnten Fassadengestaltung und qualitätsvollen Schmiedeeisenarbeiten sowie einem repräsentativen Stiegenhaus im Inneren. | BDA-Hist.: Q37810106 Status: Bescheid Stand der BDA-Liste: 2025-06-30 Name: Villa, Katharinenheim GstNr.: .105, 317/3 Villa Katharinenheim, Krumpendorf           |
| ja   | Datei hochladen | Kath. Pfarrkirche hl. Johann Baptist HERIS-ID: 16217 Objekt-ID: 12475        | Tultschnig Standort KG: Gurlitsch II                    | Die steinplattlgedeckte Kirche ist eine ursprünglich romanische Chorturmkirche, die im 16. Jahrhundert um einen gotischen Chor und eine Sakristei erweitert wurde. Am fünfgeschoßigen Turm ist ein barocker Zwiebelhelm. Turmquadrat, Chor und Nordkapelle sind kreuzgratgewölbt. Die drei Altäre stammen aus dem 18. Jahrhundert; in der Nordkapelle befindet sich ein Neorenaissancealtar, an der Nordwand des Kirchenschiffs ein Renaissanceepitaph. | BDA-Hist.: Q1698861 Status: § 2a Stand der BDA-Liste: 2025-06-30 Name: Kath. Pfarrkirche hl. Johann Baptist GstNr.: .1 Pfarrkirche hl. Johann Baptist, Tultschnig |
| ja   | Datei hochladen | Schloss Krumpendorf HERIS-ID: 16196 Objekt-ID: 12454                         | Hauptstraße 159 Standort KG: Krumpendorf                | Das Schloss mit hohem Walmdach ist ein schlichter dreigeschoßiger fünf- bzw. sechsachsiger Bau, der um 1740 errichtet und um 1820 verändert (Mittelrisalite, Giebelbekrönungen) wurde. Im Frauenzimmer im ersten Stock gibt es einen Einlegefußboden. | BDA-Hist.: Q2241961 Status: Bescheid Stand der BDA-Liste: 2025-06-30 Name: Schloss Krumpendorf GstNr.: 14/4 Schloss Krumpendorf                                   |
| ja   | Datei hochladen | Villa Madile (Villa Jonkisch, Villa Grüner) HERIS-ID: 16204 Objekt-ID: 12462 | Strandweg 103 Standort KG: Krumpendorf                  | Die Villa am Ufer der Wörthersee wurde 1890 für den k. k. Linienschiffsleutnant basso von Gödel-Lanoy nach Plänen von Franz Madile erbaut. Die späthistoristische Villa mit nordwestlichem Treppenturm und zweigeschoßiger, seeseitiger Loggienkonstruktion mit Rundbogenarkaden über toskanischen Säulen steht auf einer bastionsartigen Terrasse. | BDA-Hist.: Q37809743 Status: Bescheid Stand der BDA-Liste: 2025-06-30 Name: Villa Madile (Villa Jonkisch, Villa Grüner) GstNr.: .19                               |
| ja   | Datei hochladen | Evang. Martin Luther-Kirche HERIS-ID: 54159 Objekt-ID: 62321                 | Südbahnweg 29 Standort KG: Krumpendorf                  | Evangelische Predigtstelle der Heilandskirche Pörtschach, die 1969 erbaut und eingeweiht wurde. Wände auf quadratischem Grundriss in Ost-West-Achse aus Betonziegelwerk, im Inneren sichtige Dachstuhlkonstruktion des hohen Pyramidendachs. Umlaufender Glasfensterfries (Gesamtentwurf von Heinz Glawischnig, nur im Westen realisiert). | BDA-Hist.: Q38059801 Status: § 2a Stand der BDA-Liste: 2025-06-30 Name: Evang. Martin Luther-Kirche GstNr.: .423 Martin-Luther-Kirche Krumpendorf                 |
| ja   | Datei hochladen | Villa Spitra HERIS-ID: 111186 Objekt-ID: 128974                              | Südbahnweg 141 Standort KG: Krumpendorf                 | Die Villa wurde 1913 nach Plänen von Franz Baumgartner errichtet. | BDA-Hist.: Q37822497 Status: Bescheid Stand der BDA-Liste: 2025-06-30 Name: Villa Spitra GstNr.: .95                                                              |
| ja   | Datei hochladen | Bildstock, Schuriankreuz HERIS-ID: 16218 Objekt-ID: 12476                    | Leinsdorfer Straße, Krumpendorf Standort KG: Pritschitz | Das Schuriankreuz ist ein bemalter, barocker Nischenbildstock, der laut Inschrift im Jahr 1671 zur Ehre Gottes und der Jungfrau Maria von der Nachbarschaft errichtet wurde. Der Sockel ist mit gemalten Diamantquadern versehen. Die Nischen des Aufsatzes zeigen die Marienkrönung, die Kreuzigung, Maria mit dem Kinde und die Heiligen Georg und Florian. Der Bildstock wird von einem schindelgedeckten Zeltdach bedeckt. | BDA-Hist.: Q37810069 Status: § 2a Stand der BDA-Liste: 2025-06-30 Name: Bildstock, Schuriankreuz GstNr.: 274/1 Schuriankreuz, Krumpendorf                         |